# Trigonidium hopo
Trigonidium hopo är en insektsart som beskrevs av Otte, D. 1994. Trigonidium hopo ingår i släktet Trigonidium och familjen syrsor. Inga underarter finns listade i Catalogue of Life.